# Généralité d'Orléans
1558–1790
(467 ans)
Entités précédentes :
- Création

Entités suivantes :
- Eure-et-Loir
- Loiret
- Loir-et-Cher
- Yonne

La généralité d'Orléans est une ancienne subdivision territoriale française, elle constitue l'une des 36 généralités que compta le royaume de France sous l'Ancien Régime et se superpose approximativement à l'ancienne province de l'Orléanais. La ville d'Orléans en était le chef-lieu.
Son existence s'étale sur une durée de 230 années environ, entre 1558, année de sa création sous le règne d'Henri II et 1789, année de la Révolution française.

## Géographie
Le territoire couvert par la généralité s'étend sur tout ou partie des actuels départements du Loiret, de Loir-et-Cher, d'Eure-et-Loir et du Cher (région Centre-Val de Loire), de l'Yonne et de la Nièvre (Bourgogne-Franche-Comté), de l'Orne (Normandie), des Yvelines et de l'Essonne (Île-de-France).
D'une étendue variable selon les époques, la généralité correspond à peu près au territoire de l'Orléanais marqué par sa grande hétérogénéité, tant au niveau des paysages que de la culture des peuples qui la compose.
Elle ne comprit jamais moins de 1 141 paroisses.

## Histoire
Alors que les premières généralités sont créées dès 1542 sous le règne de François Ier, la généralité d'Orléans ne voit le jour qu'en 1558 par un édit daté du mois d'août. Supprimée peu après, elle est rétablie en 1575, en application de l'édit de septembre 1573.
La généralité accueille une réunion des états généraux de 1560.
Elle est supprimée définitivement après la Révolution française.

## Administration
La capitale de la généralité est Orléans, les 52 membres de l'assemblée la représentant y siègent.
Il semble que des liens de travail furent tissés entre les membres de l'assemblée et les sociétés savantes présentes à Orléans, notamment, la société royale de physique et d'histoire naturelle, la société royale d'agriculture et la société philanthropique du duc d'Orléans.
Parmi les présidents de l'assemblée, on peut citer Anne Charles Sigismond de Montmorency-Luxembourg.

### Élections
Les élections étaient des circonscriptions fiscales, établies pour la perception des impôts directs. Apparues au XIVe siècle, avec la permanence de la taille, principale imposition directe, les élections qui initialement coïncidèrent souvent avec les diocèses, et étaient donc particulièrement vastes, furent peu à peu démembrées en suivant parfois le cadre des archidiaconés. Les élections préexistaient aux généralités, qui furent formées au XVIe siècle par regroupement de ces circonscriptions.
Au XVIIIe siècle la généralité d'Orléans se composait de douze élections. Deux élections formaient un département, soit six départements d'une superficie moyenne d'environ 3 400 km2  :
- l'élection d'Orléans et l'élection de Beaugency, formée entre 1583 et 1593 par démembrement de l'élection d'Orléans ;
- L'élection de Blois et l'élection de Romorantin ;
- L'élection de Chartres et l'élection de Dourdan ;
- L'élection de Châteaudun, attestée en 1461, et l'élection de Vendôme ;
- L'élection de Clamecy et l'élection de Gien, créée avant 1435 ;
- L'élection de Montargis, établie par édit de juillet 1544, et l'élection de Pithiviers, formée avant 1581.

Au XVIIe siècle, elle en compte une treizième, celle de Longny-au-Perche, créée après 1643, et supprimée en 1685, sa circonscription étant alors partagée entre les élections de Mortagne et de Verneuil dans la généralité d'Alençon. En outre, l'élection de Sully-sur-Loire aurait appartenu à la généralité d'Orléans entre 1597 et 1626.

### Subdélégations
Le nombre des subdélégations de la Généralité d'Orléans fut variable selon les époques, pour se stabiliser à douze à la fin de l'Ancien Régime, les limites des subdélégations coïncidant alors avec celles des élections. Certaines subdélégations n'eurent qu'une existence très brève : en 1751, il existe un subdélégué à Cosne, Janville et Rambouillet, en plus de ceux existant dans les chefs-lieux d'élection. En 1757, il faut y ajouter les éphémères subdélégués de Saint-Fargeau, Menars-la-Ville et Vatan[réf. nécessaire].

## Économie
Les industries lainières de la généralité d'Orléans ont eu une forte activité à la fin du XVIIe siècle et dans la première partie du XVIIIe siècle.